# Brasserie Mort Subite
Pour les articles homonymes, voir Mort subite et De Keersmaeker.

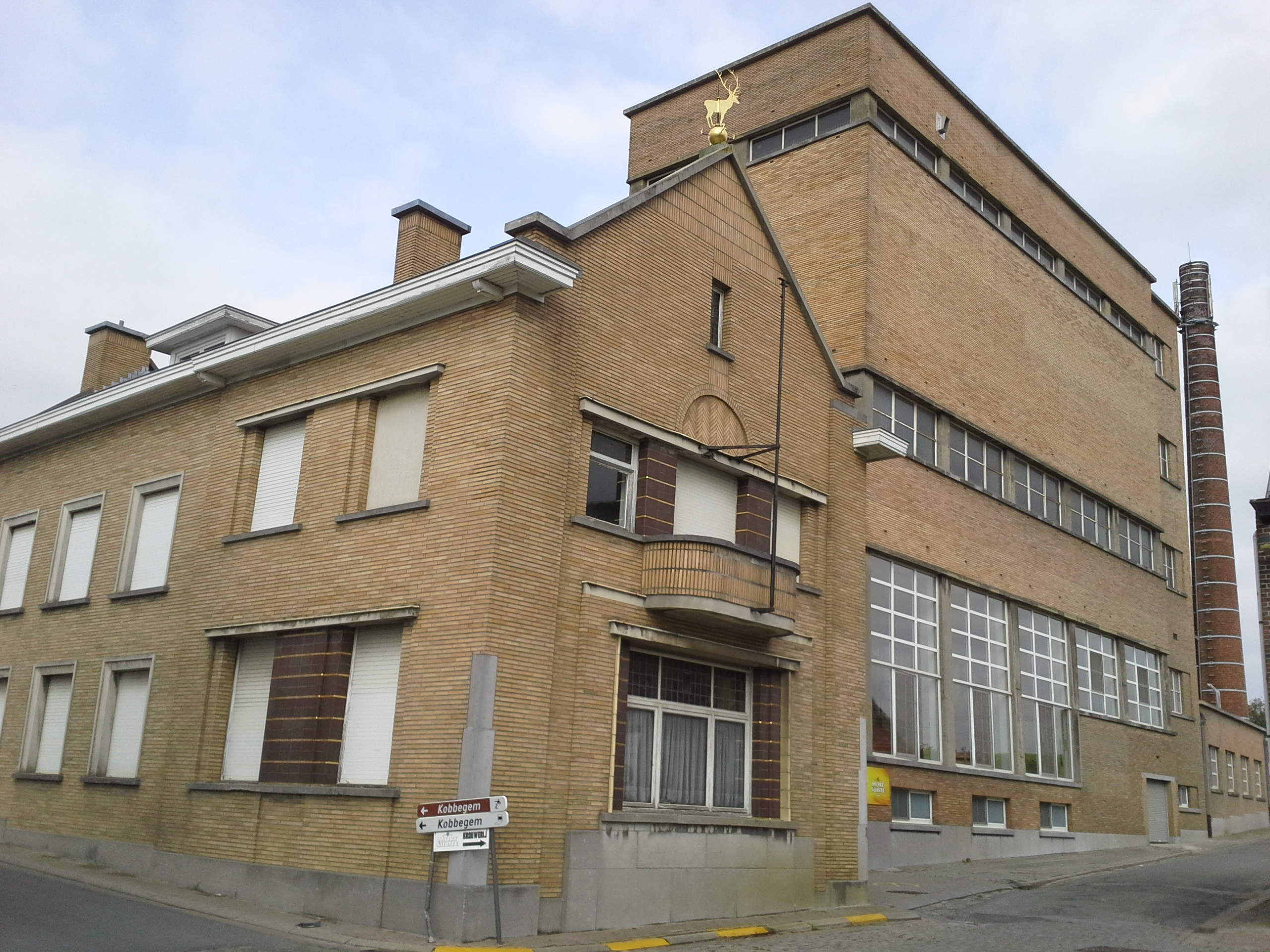
Bâtiment de la brasserie.

Brasserie Mort Subite, anciennement Brasserie De Keersmaeker, est une brasserie à Kobbeghem, dans la commune belge de Asse.

## Origine
La première mention de cette ferme-brasserie remonte à 1604 et la première mention d'un brasseur est celle de Joris Van Der Hasselt en 1686. Des générations plus tard, en 1869, nous avons Félix Jan De Keersmaeker (1840-1912) de la brasserie de Jan Baptist Bastaerts (1787-1869).
Son fils Hubert De Keersmaeker (1896-1945) - le bourgmestre de Kobbeghem - brasse durant l'entre-deux-guerres, la bière Hert Ale, suivie durant les années 1950, par la Kob Pils. La société fut alors dans les mains des frères André et Paul De Keersmaeker, qui, plus tard, secrétaire d'état dans le gouvernement fédéral Belge.

## Mort Subite

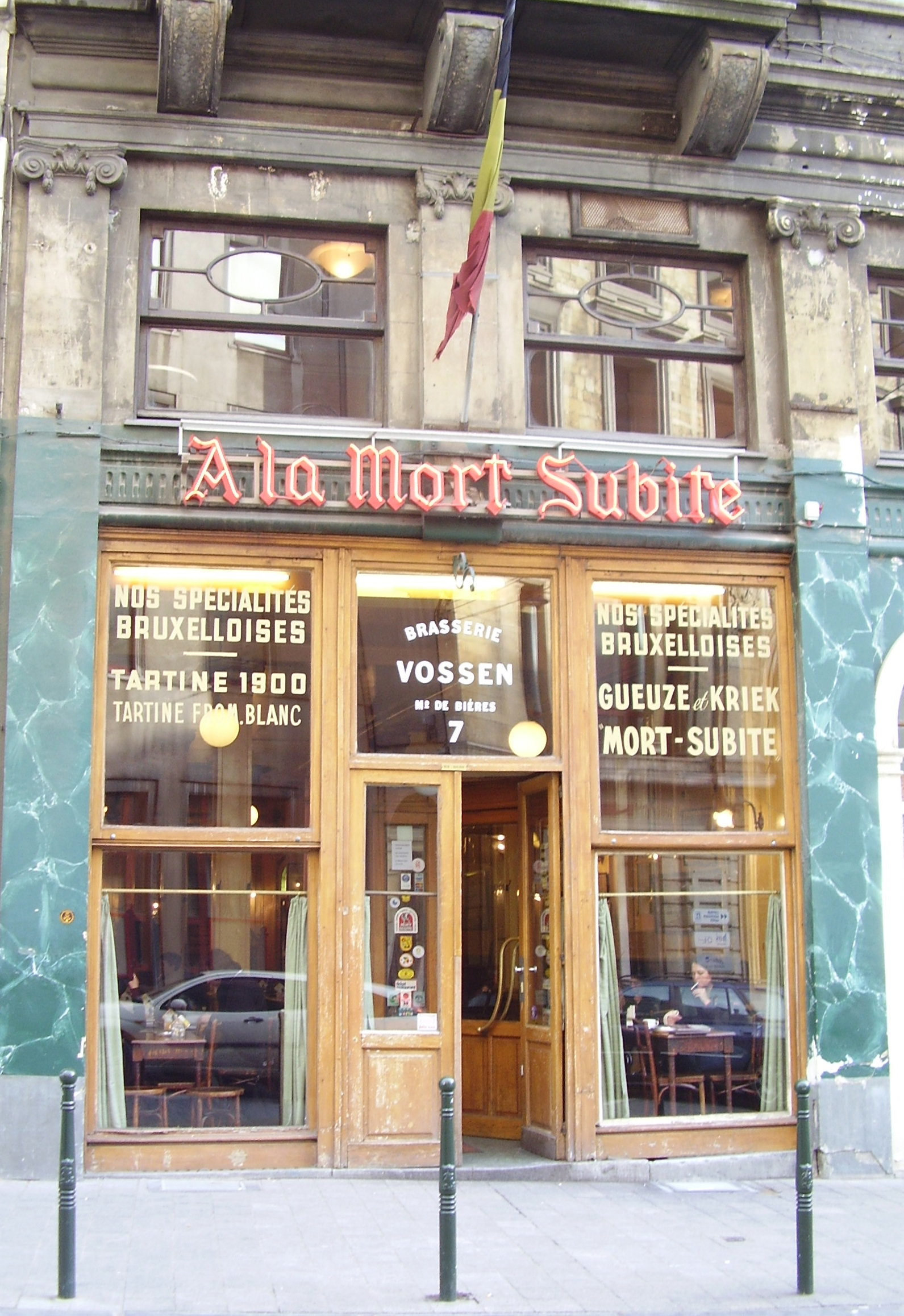
Café « À la Mort Subite ».

Dans les années 1970, De Keersmaeker, racheta le nom de la bière Mort Subite aux propriétaires du café bien connu à Bruxelles À la Mort Subite, les fils de Théophile Vossen créateur de la marque et de l’enseigne.  Le nom provient du jeu de dés pietjesbak, dont le perdant est appelé « mort » et qui était joué en version courte, ce qui a entraîné l’appellation de « mort subite » ; la popularité du jeu auprès des clients de l’établissement a conduit à l’appeler ainsi.
Depuis l'acquisition, lambic, geuze, kriek et autres bières à fruits, principaux produits de la gamme, sont vendues sous le nom de Mort Subite.  En 1989 a également été réalisée l’acquisition de la brasserie Eylenbosch (nl), située à Schepdael.
La marque appartient désormais au groupe Alken-Maes, qui fait partie depuis 2008 du groupe néerlandais Heineken. Peu après, il fut décidé d'appeler la Brasserie du nom de sa bière la plus vendue. De ce fait, la Mort Subite, qui n'a été inventé qu’au début du XXe siècle, porte sur ses bouteilles la date de 1686, qui est la date de fondation de la Brasserie De Keersmaeker.
Mort Subite a été et est toujours membre du Haut conseil pour lambiques artisanales (HORAL).
La brasserie a beaucoup fait parler d'elle en essayant de battre le record de tournées générales,.

## Bières
La production totale s’élevait à 60 000 hectolitres (2007)[réf. souhaitée].
- Mort Subite Kriek Lambic (4 %)
- Mort Subite Gueuze Lambic De La Bière (4,5 %)
- Mort Subite Blanc Lambic (5,5 %)
- Mort Subite Kriek Lambic À La Tradition (4,5 %)
- Mort Subite Oude Kriek Lambic (6,5 %)
- Mort Subite Oude Gueuze Lambic (7 %)
- Mort Subite Faro (5 %)
- Mort Subite Peche Lambic (5 %)